# Охира
Охира (јап. 大平町) Ōhira-machi је варош у Јапану у области Шимоцуга, префектура Точиги. 
По попису из 2003. године, варош је имала 28.368 становника и густину насељености од 712,76 становника по км². Укупна површина је 39,80 км².
29. марта 2010. године варош Охира, заједно са варошима Цуга и Фуџиока (сви из области Шимоцуга), су се спојили у проширени град Точиги.
36° 20′ N 139° 42′ E / 36.333° С; 139.700° И